# تطهير برييدور العرقي
خلال حرب البوسنة والهرسك كانت هناك حملة تطهير عرقي ارتكبتها القيادة السياسية والعسكرية لصرب البوسنة والهرسك جيش جمهورية صرب البوسنة في الغالب ضد المدنيين البوشناق والكروات في منطقة برييدور في البوسنة والهرسك في عامي 1992 و1993. تم تقليص عدد الصرب بشكل كبير: من بين 50000 من البوشناق و6000 من الكروات بقي حوالي 6000 بوسني و3000 كرواتي في البلدية بحلول نهاية الحرب. بعد مذبحة سريبرينيتشا تعد برييدور المنطقة التي سجلت ثاني أعلى معدل لقتل المدنيين خلال حرب البوسنة والهرسك. وفقا لمركز الأبحاث والتوثيق ومقره سراييفو قُتل أو فُقد 4868 شخص في بلدية برييدور خلال الحرب. وكان من بينهم 3515 مدني بوسني و 186 مدني كرواتي و 78 مدني صربي. اعتبارا من أكتوبر 2013 تم تحديد موقع 96 مقبرة جماعية وتم التعرف على حوالي 2100 ضحية إلى حد كبير عن طريق تحليل الحمض النووي.

## التاريخ
خضعت الجرائم المرتكبة في برييدور إلى 13 محاكمة أمام المحكمة الجنائية الدولية ليوغوسلافيا السابقة. السياسيون والجنود وضباط الشرطة في الحزب الديمقراطي الصربي وموظفو الأزمات بما في ذلك ميلومير ستاكيتش وميلان كوفاتشيفيتش ورادوسلاف برجانين بدءا من كبار القادة بما في ذلك الجنرال راتكو ملاديتش ورئيس صرب البوسنة والهرسك رادوفان كاراديتش والرئيس الصربي سلوبودان ميلوسيفيتش متهمون بالإبادة الجماعية والاضطهاد والترحيل والإبادة والقتل والنقل القسري والحبس غير القانوني والتعذيب كجرائم ضد الإنسانية (هجمات منهجية وواسعة النطاق ضد السكان المدنيين) وجرائم أخرى زُعم أنها حدثت في برييدور. وصفت المحكمة الجنائية الدولية ليوغوسلافيا السابقة أحداث برييدور في عام 1992 بأنها واجهت «الفعل الإجرامي» (الفعل المذنب) المتمثل في الإبادة الجماعية من خلال قتل أعضاء المجموعة والتسبب في ضرر جسدي وعقلي خطير لأعضاء المجموعة. ومع ذلك فإن شرط النية المحددة للتدمير المادي لم يتم إثباته بما لا يدع مجال للشك المعقول. ومع ذلك كانت أحداث عام 1992 في برييدور جزء من المشروع الإجرامي المشترك الأكبر الذي يهدف إلى الإزالة القسرية للمسلمين البوسنيين والكروات من مناطق واسعة في البوسنة والهرسك. في عام 2013 قاد المحققون اثنان من المدنيين الصرب البوسنيين الذين عملوا في وحول المعسكرات إلى مجمع تعدين واكتشفوا أكبر مقبرة جماعية في حرب البوسنة والهرسك واكتشفوا أكثر من 1000 جثة في كل من مقابر توماشيكا وجاكارينا روز الجماعية.

## الخلفية
بعد إعلان سلوفينيا وكرواتيا الاستقلال في يونيو 1991 تدهور الوضع في بلدية برييدور بسرعة. خلال الحرب في كرواتيا ازداد التوتر بين الصرب ومجتمعات البوشناق والكروات.
بدأ البوشناق والكروات بمغادرة البلدية بسبب الشعور المتزايد بانعدام الأمن والخوف الناجم عن تكثيف الدعاية الصربية. وبدأت صحيفة كوزارسكي فييسنيك البلدية بنشر ادعاءات ضد غير الصرب. روجت وسائل الإعلام الصربية لفكرة أن على الصرب تسليح أنفسهم. تم استخدام مصطلحات مثل أوستاشا والمجاهدين والقبعات الخضراء على نطاق واسع في الصحافة كمرادفات للسكان غير الصرب. ونشر راديو برييدور دعاية تسيء إلى الكروات ومسلمي البوسنة والهرسك. نتيجة لاستيلاء الوحدة شبه العسكرية الصربية «ذئاب فوجاك» على محطة الإرسال على جبل كوزارا في أغسطس 1991 تم قطع قناة تلفزيون سراييفو. تم استبداله ببث من بلغراد وبانيا لوكا بمقابلات مع سياسيين صربيين متطرفين وعمليات الترحيل السري للأغاني القومية الصربية والتي كان من الممكن حظرها في السابق.

## التطورات السياسية قبل الاستيلاء
في 7 يناير 1992 أعلن الأعضاء الصرب في مجلس بلدية برييدور ورؤساء المجالس البلدية المحلية للحزب الديمقراطي الصربي مجلس الشعب الصربي لبلدية برييدور ونفذوا تعليمات سرية صدرت في وقت سابق في 19 ديسمبر 1991. «تنظيم ونشاط هيئات الشعب الصربي في البوسنة والهرسك في ظروف استثنائية» قدم خطة لتولي الحزب الديمقراطي الصربي للبلديات في البوسنة والهرسك كما تضمنت خطط لإنشاء طاقم عمل للأزمات. انتخب ميلومير ستاكيتش الذي أدانته لاحقا المحكمة الجنائية الدولية ليوغوسلافيا السابقة بارتكاب جرائم جماعية ضد الإنسانية ضد المدنيين البوسنيين والكروات رئيس لهذه الجمعية. بعد عشرة أيام في 17 يناير 1992 صادق المجلس على انضمام الأراضي الصربية لبلدية برييدور إلى منطقة الحكم الذاتي لبوسني كرايينا من أجل تنفيذ إنشاء دولة صربية منفصلة على الأراضي الصربية العرقية.
في 23 أبريل 1992 قرر الحزب الديمقراطي الصربي من بين أمور أخرى أن تبدأ جميع الوحدات الصربية على الفور العمل على الاستيلاء على البلدية بالتنسيق مع جيش يوغوسلافيا الشعبي ووحدات جيش جمهورية صرب البوسنة المستقبلي. بحلول نهاية أبريل 1992 تم إنشاء عدد من مراكز الشرطة السرية الصربية في البلدية وكان أكثر من 1500 صربي مسلح على استعداد للمشاركة في الاستيلاء.

## الاستيلاء
تمت قراءة إعلان حول الاستيلاء أعده السياسيون الصرب من الحزب الديمقراطي الصربي على إذاعة بريدور في اليوم التالي للاستيلاء وتكرر على مدار اليوم. عند التخطيط للاستيلاء المتوقع تقرر أن يكون 400 شرطي صربي يشاركون في الاستيلاء كافيين لهذه المهمة. كان الهدف من الاستيلاء هو تولي مهام رئيس البلدية ونائب رئيس البلدية ومدير مكتب البريد ورئيس الشرطة، إلخ.
في ليلة 29/30 أبريل 1992 تم الاستيلاء على السلطة. تجمع موظفو مركز الأمن العام والشرطة الاحتياطية في تشيركين بوليي وهي جزء من بلدة برييدور. كان الصرب فقط موجودين وكان بعضهم يرتدي زيا عسكريا. تم تكليف الناس هناك بمهمة تولي السلطة في البلدية وتم تقسيمهم على نطاق واسع إلى خمس مجموعات. كان لكل مجموعة مكونة من عشرين شخص قائد وأمر كل منها بالسيطرة على بعض المباني. كانت إحدى المجموعات مسؤولة عن مبنى الجمعية وواحدة عن المبنى الرئيسي للشرطة وواحدة للمحاكم وواحدة للبنك والأخيرة عن مكتب البريد.
خلصت المحكمة الجنائية الدولية ليوغوسلافيا السابقة إلى أن استيلاء السياسيين الصرب على السلطة كان انقلاب غير قانوني تم التخطيط له وتنسيقه مسبقا بوقت طويل بهدف نهائي هو إنشاء بلدية صربية خالصة. لم يتم إخفاء هذه الخطط قط ونُفذت في عمل منسق من قبل الشرطة الصربية والجيش والسياسيين. كان ميلومير ستاكيتش من الشخصيات البارزة والذي جاء ليلعب الدور المهيمن في الحياة السياسية للبلدية.

## الهجمات المسلحة ضد المدنيين
بعد الاستيلاء تغيرت الحياة المدنية بطرق لا تعد ولا تحصى. ازداد التوتر والخوف بشكل ملحوظ بين السكان غير الصرب في بلدية برييدور. كانت هناك زيادة ملحوظة في الوجود العسكري للتشكيلات الصربية في مدينة برييدور. ووضع جنود مسلحون فوق جميع المباني الشاهقة في مدينة برييدور وأقامت الشرطة الصربية نقاط تفتيش في جميع أنحاء مدينة برييدور.
في قضية ستاكيتش خلصت المحكمة الجنائية الدولية ليوغوسلافيا السابقة إلى أن العديد من الأشخاص قُتلوا أثناء الهجمات التي شنها الجيش الصربي على القرى والبلدات ذات الأغلبية المسلمة البوسنية في جميع أنحاء بلدية برييدور ووقعت عدة مذابح ضد مسلمي البوسنة وأن هناك نمط شامل من الفظائع ضد مسلمي البوسنة في تم إثبات بلدية برييدور في عام 1992 بما لا يدع مجالا للشك.

### الدعاية
بعد الاستيلاء روج راديو برييدور لأفكار صربية قومية تصف غير الصرب البارزين بأنهم مجرمون ومتطرفون يجب معاقبتهم على سلوكهم. أحد الأمثلة على هذه الدعاية هو اللغة المهينة المستخدمة للإشارة إلى غير الصرب مثل المجاهدين أو أوستاشا أو القبعات الخضراء. نشرت وسائل الإعلام المطبوعة والمسموعة على حد سواء ما يمكن اعتباره فقط أكاذيب صارخة وفقا لاستنتاج المحكمة الجنائية الدولية ليوغوسلافيا السابقة بشأن الأطباء غير الصرب: اتُهم الدكتور ميرساد موجادجيتش من مجموعة عرقية البوشناق بحقن النساء الصرب بالمخدرات مما جعلهن غير قادرات على ولادة الأطفال الذكور والدكتور زيليكو سيكورا الكرواتي المشار إليه باسم الطبيب الوحش متهم بجعل النساء الصرب يجهضن إذا كن حوامل بأطفال ذكور وبخصي الأطفال الذكور لأبوين صربيين. وعلاوة على ذلك في مقال بعنوان «كوزارسكي فييسنيك» مؤرخ في 10 يونيه 1992 اتهم الدكتور عثمان محمودجين بتعمد تقديم رعاية طبية غير صحيحة لزميله الصربي الدكتور سيفكو دوكيتش الذي أصيب بنوبة قلبية. تم إنقاذ حياة الدكتور دوكيتش فقط لأن الدكتورة رادويكا إلينكوف أوقفت العلاج الذي يُزعم أنه بدأه الدكتور محمودجين. وبُثت النداءات الموجهة إلى الصرب لقتل غير الصرب. علاوة على ذلك تم بث سير ذاتية مزورة لبعض الشخصيات البارزة من غير الصرب بمن فيهم البروفيسور محمد تشيهاييتش والسيد كرناليتش والدكتور إسو صادقوفيتش والدكتور عثمان محمودجين. وفقا لاستنتاج المحكمة الجنائية الدولية ليوغوسلافيا السابقة في ستاكيتش مايل حكم موتيتش حضر مدير كوزارسكي فييسنيك والصحفي رادي موتيتش بانتظام اجتماعات السياسيين الصرب (السلطات المحلية) من أجل الحصول على معلومات حول الخطوات التالية لنشر الدعاية.

### تعزيز القوات الصربية
في الأسابيع التي أعقبت الاستيلاء عملت السلطات الصربية في برييدور على تعزيز موقفها عسكريا وفقا للقرارات المتخذة على أعلى المستويات. في 12 مايو 1992 أنشأ مجلس الشعب الصربي المعين ذاتيا الجيش الصربي تحت قيادة راتكو ملاديتش من خلال الجمع بين وحدات الجيش الوطني الصربي (فيما بعد جيش صربيا والجبل الأسود وجيش جمهورية صرب البوسنة).
أصدر الرائد رادميلو زيلايا إنذار نهائي دعا فيه جميع المواطنين البوسنيين إلى تسليم أسلحتهم إلى الجيش الصربي وإعلان ولائهم لجمهورية صربيا والاستجابة لاستدعاءات التعبئة. تضمن الإنذار الذي صدر أيضا تهديد بمعاقبة أي مقاومة. في الغالب امتثل السكان المدنيون لهذه الطلبات بتسليم بنادق الصيد والمسدسات الخاصة بهم وكذلك تصاريحهم اعتقادا منهم بأنهم إذا سلموا أسلحتهم فسيكونون في أمان. كانت عمليات تفتيش المنازل التي يقوم بها الجنود في منازل السكان غير الصرب شائعة وتمت مصادرة أي أسلحة تم العثور عليها.

### تأشير منازل وأشخاص غير الصرب
تم فصل العديد من غير الصرب من وظائفهم في الفترة التي تلت الاستيلاء. ينعكس الاتجاه العام في قرار السلطات الإقليمية الصربية أي موظفي إدارة الأزمات في منطقة كرايينا المتمتعة بالحكم الذاتي بتاريخ 22 يونيو 1992 والذي ينص على أن جميع الشركات المملوكة للمجتمع والشركات المساهمة ومؤسسات الدولة والمرافق العامة لا يجوز أن تكون وزارتا الداخلية وجيش جمهورية صربيا إلا من قبل أفراد من الجنسية الصربية.
الإعلانات التي تم بثها في الإذاعة اعتبارا من 31 مايو 1992 فصاعدا ألزمت أيضا غير الصرب بتعليق ملاءات الأسرة البيضاء خارج منازلهم وارتداء شارات بيضاء كدليل على ولائهم للسلطات الصربية. شهد تشارلز ماكليود الذي كان مع بعثة المراقبة التابعة للاتحاد الأوروبي وزار بلدية برييدور في الأيام الأخيرة من أغسطس 1992 أنه أثناء زيارته لقرية مختلطة من الصرب / البوسنيين المسلمين رأى أن منازل البوشناق (المسلمين البوسنيين) تم التعرف عليها بعلم أبيض على السطح. وهذا ما تؤكده شهادة برنابا مايهيو من بعثة المراقبة التابعة للاتحاد الأوروبي الذي شهد أن منازل المسلمين البوسنيين تم تمييزها بالأعلام البيضاء لتمييزها عن منازل الصرب.

### الهجوم على همبارين
كانت هامبارين قرية ذات أغلبية بوسنية في بلدية برييدور. في 22 مايو 1992 أصدر جيش يوغوسلافيا الشعبي الخاضع للسيطرة الصربية إنذار نهائي لسكان هامبارين. كان على السكان تسليم العديد من الأفراد المزعوم تورطهم في الهجوم على جيش يوغوسلافيا الشعبي. لم يتم الالتزام بالإنذار وحوالي ظهر اليوم التالي بدأ قصف هامبارين. وجاء القصف من ثلاث جهات من الجهة الشمالية الغربية في منطقة كاراني ومن منطقة أوريي ومن منطقة توبيك هيل. كانت هناك دبابتان أو ثلاث دبابات صربية وحوالي ألف جندي خلال الهجوم. واستمر قصف هامبارين حتى الساعة 3:00 ظهرا. حاول السكان البوسنيون الدفاع عن القرية لكنهم أجبروا على الفرار إلى قرى أخرى أو إلى غابات كوريفو هربا من القصف. وكان هناك ما يقرب من 400 لاجئ معظمهم من النساء والأطفال وكبار السن الذين فروا من هامبارين نتيجة الهجوم الذي شهد قتل الجنود الصرب واغتصابهم وإحراق منازلهم. ونتيجة لذلك تركزت عملية عسكرية في غابة كوريفو.

### الهجوم على كوزاراك
تتألف منطقة كوزاراتش المحيطة ببلدة كوزاراتش من عدة قرى بما في ذلك كاميتشاني وكوزاروشا وسوتشيتشي وبريتشاني وبابيتشي.
بعد استيلاء الصرب على بريدور حاول سكان كوزاراتش السيطرة على محيط بلدتهم ونظموا الدوريات. بعد الهجوم على همبارين تم إصدار إنذار آخر لبلدة كوزاراتش. وألقى رادميلو جيليايا الإنذار الأخير على راديو برييدور وهدد بهدم كوزاراتش بالأرض إذا لم يمتثل السكان. وعقب الإنذار جرت مفاوضات بين الجانبين البوسني والصربي لم تنجح. قال ستويان جوبليانين الذي اتُهم لاحقا بارتكاب جرائم حرب من قبل المحكمة الجنائية الدولية ليوغوسلافيا السابقة وأحد الهاربين المطلوبين إلى جانب رادوفان كاراديتش وراتكو ملاديتش اللذين قادا الوفد الصربي إنه ما لم يتم استيفاء شروطه فإن الجيش سيأخذ كوزاراتش بالقوة. اعتبارا من 21 مايو 1992 بدأ سكان كوزاراتش الصرب بمغادرة المدينة. تم تطويق كوزاراتش فيما بعد وتم قطع خطوط الهاتف. في ليلة 22 و 23 مايو 1992 سمع دوي انفجارات باتجاه برييدور وشوهدت حرائق في منطقة هامبارين.
بدأ الهجوم في 25 مايو 1992 وانتهى في 27 مايو الساعة 13:00. اقتربت رتل عسكري قوامه طابوران من كوزاراتش وفتح جنودها النار على المنازل والحواجز وفي الوقت نفسه أطلقت قذائف من التلال. واستهدف إطلاق النار الأشخاص الفارين من المنطقة. كان القصف عنيف وبلا هوادة. وشارك في الهجوم أكثر من 5000 جندي ومقاتل صربي. تضمنت القوات الصربية اللواء 343 الميكانيكي (كتيبة آلية موسعة) مدعومة ببطاريتين هاوتزر 105 ملم وسرب دبابة إم 84. بعد القصف أطلقت القوات الصربية النار على الناس في منازلهم وأن الذين استسلموا نُقلوا إلى ملعب لكرة القدم في كوزاراتش حيث تم إطلاق النار بشكل عشوائي على بعض الرجال. بعد أن قتل الناس أو فروا من منازلهم أضرم الجنود النار في المنازل. ووقع دمار واسع النطاق في الممتلكات في كوزاراتش نتيجة للهجوم. لم يتم تدمير المنازل فحسب بل تم تدميرها بالأرض باستخدام الآليات الثقيلة. ولحقت أضرار بالمركز الطبي في كوزاراتش أثناء الهجوم. استمر الهجوم حتى 26 مايو 1992 عندما تم الاتفاق على مغادرة السكان أراضي كوزاراتش. استسلم عدد كبير من الناس في كوزاراتش في ذلك اليوم. وأوضحت السلطات الصربية أن كل الراغبين في الاستسلام يجب أن يشكلوا قافلة وأن وقف إطلاق النار سيكون ساري المفعول خلال هذه الفترة. وعلم فيما بعد أنه عندما وصلت القافلة التي غادرت ذلك اليوم إلى طريق بانيا لوكا - برييدور انفصل الرجال عن النساء. تم نقل النساء إلى ترنوبولي والرجال إلى معسكرات الاعتقال عمرسكا وكيراتيرم والتي صدمت العالم عندما اكتشفها مراسلو بي بي سي. وصل عدد كبير من النساء والأطفال إلى بريدور يوم الهجوم. وتدخلت فصيلة تدخل برييدور بقيادة دادو مرجا وزوران بابيتش وآخرين وبدأت في إساءة معاملة النساء والأطفال. في وقت لاحق من ذلك اليوم وصلت الحافلات وأمروا النساء والأطفال بركوب هذه الحافلات إلى معسكر ترنوبولي.
لم يُسمح لأي جرحى بالخروج من كوزاراتش. على سبيل المثال وفقا لشهادة الدكتور مردانيتش أمام المحكمة الجنائية الدولية ليوغوسلافيا السابقة لم يُسمح له بترتيب إجلاء طفلين مصابين تحطمت ساق أحدهما تماما وقيل له بدل من ذلك إن جميع «المسلمين القذرين» يجب أن يموتوا هناك لأنهم سيقتلون في أي حال. في الهجوم قتل ما لا يقل عن 100 شخص وترحيل 1500 إلى معسكرات الاعتقال. يشير تقرير أرسله العقيد دراغان مارسيتش إلى هيئة الأركان الرئيسية للجيش الصربي بتاريخ 27 مايو 1992 إلى أنه تم تحرير المنطقة الأوسع من قرية كوزاراتش أي منطقة قرية كوزاروشا وترنوبولي ودوني ياكوبوفيتشي وغورني ياكوبوفيتش وبنكوفاتش وراكوفيتش بالكامل من البوشناق (قُتل 80-100 من البوشناق وأسير حوالي 1500 وكان حوالي 100-200 شخص طليقين في جبل كوزارا).
يذكر تقرير لجنة الخبراء في البوسنة والهرسك ضد قضية الإبادة الجماعية في صربيا أمام محكمة العدل الدولية أن الهجوم على كوزاراتش استمر ثلاثة أيام وتسبب في فرار العديد من القرويين إلى الغابة بينما كان الجنود يطلقون النار على «كل شيء يتحرك». وقد قدر الناجون أن ما لا يقل عن 2000 قروي قتلوا في تلك الفترة. سقط دفاع القرويين في 26 مايو. ثم ورد أن الصرب أعلنوا أن القرويين لديهم 10 دقائق للوصول إلى ملعب كرة القدم في البلدة. ومع ذلك قُتل العديد من الأشخاص في منازلهم قبل أن تُمنح فرصة للمغادرة. أفاد أحد الشهود أن عدة آلاف من الأشخاص حاولوا الاستسلام بحمل الأعلام البيضاء لكن ثلاث دبابات صربية فتحت النار عليهم فقتلت الكثيرين.

### الهجوم على بريشيفو
بين 24 و25 يوليو 1992 هاجمت القوات الصربية البوسنية قرية بريشيفو ذات الأغلبية الكرواتية بالقرب من برييدور. وفقا لإجماع عام 1991 بلغ عدد سكان بريشيفو 340 شخص حسب العرق و305 كرواتي و16 يوغوسلافي و7 صرب وبوشناق واحد و11 آخرين. تصاعد العنف ضد البوشناق والكروات في البلدات والقرى المحيطة ببريدور منذ مايو 1992 وفي 30 مايو 1992 أعلن راديو برييدور الخاضع للسيطرة الصربية إنشاء «فريق إدارة الأزمات في بلدية برييدور الصربية» وهو ما قامت به القوات الصربية بدأ بالفعل «هجوم مسلح على مدينة برييدور» وأن الصرب كانوا يقاتلون ضد قوات أوستاشا المسلمين مما ساهم بشكل أكبر في خلق جو من العداء بين الجماعات العرقية. في 31 مايو 1992 أصدرت السلطات الصربية إنذار نهائي إلى سكان بريشيفو لتسليم جميع الأسلحة ووعدوا بأن السكان المحليين لن يتعرضوا للأذى إذا فعلوا ذلك على الرغم من امتثال القادة الكروات المحليين دخلت القوات الصربية القرية في ذلك اليوم واعتقلت الكروات البارزين ومن يشتبه في دعمهم للاتحاد الديمقراطي الكرواتي هؤلاء الأفراد تم نقلهم بعد ذلك إلى معسكرات الاعتقال بالقرب من سانسكي موست. في 24 يوليو 1992 قصفت القوات الصربية التابعة لواء كوزارا الخامس من برييدور ولواء كرايينا السادس من سانسكي موست القرية في الساعة 9:00 صباحا ثم اقتحمت القرية سيرا على الأقدام. هناك بدأت القوات الصربية مذبحة استمرت يومين حيث أحرقت المنازل والممتلكات وقتلوا المدنيين الكروات أينما وجدوا وتعرضت العديد من النساء الكروات للاغتصاب قبل قتلهم حتى أن بعض الضحايا أجبروا على حفر قبورهم قبل أن يقتلوا. قتلت القوات الصربية حوالي 67 مدني كرواتي ودمرت 65 منزل للعائلات بما في ذلك الكنيسة الكاثوليكية بالقرية وطرد أولئك الذين لم يُقتلوا. خلال محاكمات المحكمة الجنائية الدولية ليوغوسلافيا السابقة أدين ميلومير ستاكيتش بارتكاب أعمال اضطهاد وترحيل وإبادة ضد غير الصرب في منطقة برييدور والتي شملت عمليات القتل في بريشيفو.

## المعسكرات
أثناء وبعد مذابح كوزاراتش وهامبارين وبريشيفو أقامت السلطات الصربية معسكرات اعتقال وحددت من يجب أن يكون مسؤول عن إدارة تلك المعسكرات.

### معسكر كيراتيرم
تم إنشاء مصنع كيراتيرم كمعسكر في أو حوالي 23/24 مايو 1992. كان هناك أربع غرف في المعسكر الغرفة 2 هي الأكبر والغرفة 3 هي الأصغر. بحلول أواخر يونيو 1992 كان هناك حوالي 1200 شخص في المعسكر. كل يوم يتم إحضار الناس أو إبعادهم عن المعسكر. زادت الأعداد بشكل كبير في أواخر يوليو. وكان معظم المعتقلين مسلمين بوسنيين وبدرجة أقل من الكروات. ينام المعتقلون على منصات خشبية لنقل البضائع أو على خرسانة عارية في غرفة تخزين كبيرة. كانت الظروف ضيقة وغالبا ما كان الناس ينامون فوق بعضهم البعض. في يونيو 1992 كانت الغرفة 1 تتسع لـ 320 شخص واستمر العدد في النمو. كان يتم إعطاء المعتقلين وجبة واحدة في اليوم تتكون من شريحتين صغيرتين من الخبز ونوع من الحساء. كانت الحصص التموينية غير كافية للمعتقلين.

### معسكر عمرسكا
يقع مجمع مناجم عمرسكا على بعد حوالي 20 كم من مدينة برييدور. نُقل المعتقلون الأوائل إلى المعسكر أواخر مايو 1992 (بين 26 و30 مايو). كانت مباني المعسكرات ممتلئة بالكامل تقريبا وكان لا بد من احتجاز بعض المعتقلين في المنطقة الواقعة بين المبنيين الرئيسيين. وأضاءت تلك المنطقة بأضواء موضعية تم تركيبها خصيصا بعد وصول المحتجزين. تم حجز المعتقلات بشكل منفصل في المبنى الإداري. وفقا لوثائق السلطات الصربية من برييدور كان هناك ما مجموعه 3334 شخص محتجزين في المعسكر في الفترة من 27 مايو إلى 16 أغسطس 1992. 3197 منهم من البوشناق (أي مسلمي البوسنة والهرسك) و125 من الكروات.
مع وصول المحتجزين الأوائل أقيمت نقاط حراسة دائمة حول المعسكر ونُصبت ألغام أرضية مضادة للأفراد حول المعسكر. كانت الظروف في المعسكر مروعة في المبنى المعروف باسم «البيت الأبيض» كانت الغرف مزدحمة بـ 45 شخص في غرفة لا تزيد مساحتها عن 20 متر مربع. وكانت وجوه المعتقلين مشوهة وملطخة بالدماء والجدران ملطخة بالدماء. منذ البداية كان المعتقلون يتعرضون للضرب باللكمات وأعقاب البنادق والعصي الخشبية والمعدنية. ضرب الحراس في الغالب على القلب والكلى عندما قرروا ضرب أحدهم حتى الموت. في «المرآب» كان ما بين 150 و160 شخص «معبأون مثل السردين» وكانت الحرارة لا تطاق. في الأيام القليلة الأولى لم يُسمح للمعتقلين بالخروج ولم يُعطوا سوى جرة ماء وبعض الخبز. كان الرجال يختنقون أثناء الليل وتخرج جثثهم في صباح اليوم التالي. كانت الغرفة خلف المطعم تُعرف باسم «غرفة موجو». كانت أبعاد هذه الغرفة حوالي 12 × 15 متر وكان متوسط عدد الأشخاص المحتجزين هناك 500 معظمهم من البوشناق. كانت النساء في المعسكر ينمن في غرف الاستجواب والتي كان يتعين عليهن تنظيفها كل يوم حيث كانت الغرف مغطاة بالدماء وقطع الجلد والشعر. في المعسكر كان يمكن للمرء أن يسمع أنين ونحيب الأشخاص الذين يتعرضون للضرب.
كان المحتجزون في عمرسكا يتناولون وجبة واحدة في اليوم. عادة ما كان الطعام فاسد وعادة ما تستغرق عملية الحصول على الطعام وتناول الطعام وإعادته حوالي ثلاث دقائق. غالبا ما كانت الوجبات مصحوبة بالضرب. كانت المراحيض مسدودة وكانت هناك فضلات بشرية في كل مكان. شهد إد فوليامي وهو صحفي بريطاني أنه عندما زار المعسكر كان المحتجزون في حالة بدنية سيئة للغاية. شاهدهم يأكلون وعاء من الحساء وبعض الخبز وقال إنه كان لديه انطباع بأنهم لم يأكلوا منذ فترة طويلة. بدا عليهم الذعر. وشرب المعتقلون مياه نهر ملوث بالمخلفات الصناعية وأصيب كثير منهم بالإمساك أو الزحار. لم يتم تقديم أي تقرير جنائي على الإطلاق ضد الأشخاص المحتجزين في معسكر عمرسكا ولم يتم إبلاغ المعتقلين بأي تهم محددة موجهة إليهم. على ما يبدو لم يكن هناك سبب موضوعي يبرر احتجاز هؤلاء الأشخاص. تم إغلاق معسكر عمرسكا فور زيارة الصحفيين الأجانب في أوائل أغسطس وفي 6 أو 7 أغسطس 1992 تم تقسيم المحتجزين في عمرسكا إلى مجموعات ونقلهم في حافلات إلى وجهات مختلفة. تم نقل حوالي 1500 شخص في 20 حافلة.

### معسكر ترنوبولي
أقيم معسكر ترنوبولي في قرية ترنوبولي في 24 مايو 1992. وكان الجيش الصربي يحرس المعسكر من جميع الجهات. كانت هناك أعشاش للرشاشات ومواقع مسلحة تسليحا جيدا توجه بنادقهم نحو المعسكر. كان هناك عدة آلاف من الأشخاص المحتجزين في المعسكر غالبيتهم العظمى من المسلمين البوسنيين وبعضهم من الكروات. وطبقا للتقريب في 7 أغسطس 1992 كان هناك حوالي 5000 شخص محتجزين هناك. تم اعتقال النساء والأطفال في المعسكر وكذلك الرجال في سن التجنيد. كان معدل دوران سكان المعسكر مرتفع حيث أقام العديد من الأشخاص لمدة تقل عن أسبوع في المعسكر قبل الانضمام إلى إحدى القوافل العديدة إلى وجهة أخرى أو معسكرات اعتقال. كانت كمية الطعام المتوفرة غير كافية وغالباً ما كان الناس يعانون من الجوع. علاوة على ذلك كانت إمدادات المياه غير كافية والمراحيض غير كافية. ينام غالبية المعتقلين في العراء. استخدم الجنود الصرب مضارب البيسبول والقضبان الحديدية وأعقاب البنادق وأيديهم وأرجلهم أو أي شيء كان بحوزتهم لضرب المعتقلين. الأفراد الذين يتم إخراجهم للاستجواب غالبا ما يكونون مصابين بكدمات أو مصابين. العديد من النساء اللائي اعتقلن في معسكر ترنوبولي أخرجن من المعسكر ليلا من قبل الجنود الصرب واغتصبوهن أو اعتدوا عليهن جنسيا.
قدر سلوبودان كوروزوفيتش قائد معسكر ترنوبولي أن ما بين 6000 و 7000 شخص مروا عبر المعسكر في عام 1992. أولئك الذين مروا عبر المعسكر لم يكونوا مذنبين بارتكاب أي جريمة. وصل الصليب الأحمر الدولي إلى المعسكر في منتصف أغسطس 1992. وبعد أيام قليلة تم تسجيل المعتقلين وحصلوا على دفتر تسجيل. تم إغلاق المعسكر رسميا في 30 سبتمبر على الرغم من وجود أدلة تشير إلى أن حوالي 3500 ظلوا لفترة أطول حتى تم نقلهم إلى ترافنيك في وسط البوسنة والهرسك.

### مرافق الاحتجاز الأخرى
كانت هناك أيضا منشآت أخرى في برييدور تم استخدامها لاحتجاز البوسنيين وغيرهم من الأشخاص غير الصرب. وتشمل مرافق الاحتجاز هذه ثكنات جيش يوغوسلافيا الشعبي ومركز ميسكا جلافا المجتمعي ومبنى للشرطة في برييدور.
كانت ثكنات جيش يوغوسلافيا الشعبي في برييدور تُعرف باسم ثكنات جاركو زغونيانين. تم استخدامها كمركز احتجاز انتقالي. بعض الأشخاص الذين فروا من تطهير بيشاني حوصروا من قبل الجنود الصرب واقتيدوا إلى موقع قيادة في مسكا غلافا. في صباح اليوم التالي تم استدعاؤهم واستجوابهم وضربهم. استمر هذا النمط لمدة أربعة أو خمسة أيام. وخرج الجنود من قرية رزفانوفيتشي عدة رجال ولم يروا منذ ذلك الحين. ألقي القبض على حوالي 100 رجل في الغابة بالقرب من كالاييفو من قبل جنود جيش يوغوسلافيا الشعبي وشرطة الاحتياط واقتيدوا إلى نادي ميسكا جلافا الثقافي. وتقع زنازين الاعتقال خلف مبنى الشرطة الرئيسي. كان هناك أيضا فناء حيث كان الناس ينادون بالليل ويتعرضون للضرب. كما تعرض السجناء المحتجزون في هذا المبنى للتهديد والإهانة بشكل منتظم. كان الحراس يسبونهم من خلال تسميتهم بـ «باليا» وهو مصطلح ازدرائي للفلاحين المسلمين من أصول متدنية.

## القتل في المعسكرات
تم ارتكاب العديد من عمليات القتل داخل وخارج المعسكرات على حد سواء أثناء التطهير العرقي في برييدور.
على أساس الأدلة المقدمة في محاكمة ستاكيتش وجدت المحكمة الابتدائية أن أكثر من مائة شخص قتلوا في أواخر يوليو 1992 في معسكر عمرسكا. وصل حوالي 200 شخص من هامبارين إلى مخيم عمرسكا في وقت ما في يوليو 1992. تم إيواؤهم في البداية في المبنى المعروف باسم البيت الأبيض. في وقت مبكر من الصباح حوالي الساعة 01:00 أو 02:00 يوم 17 يوليو 1992 سُمع دوي طلقات نارية استمرت حتى الفجر. وشوهدت جثث أمام البيت الأبيض. أطلق حراس المعسكر ومنهم زيفكو مرمات طلقات نارية على الجثث. أُعطي الجميع رصاصة زائدة أصابت رؤوسهم. ثم تم تحميل الجثث في شاحنة ونقلها بعيدا. كان هناك حوالي 180 جثة في المجموع.
في 24 يوليو 1992 تم ارتكاب مجزرة معسكر كيراتيرم المعروفة باسم مذبحة الغرفة الثالثة كواحدة من أولى المذابح الأكبر التي ارتكبت داخل المعسكر. وسُجن المعتقلون البوشناق الجدد من منطقة بردو التي تم تطهيرها في وقت سابق في الغرفة رقم 3. خلال الأيام القليلة الأولى حُرم المعتقلون من الطعام فضلا عن تعرضهم للضرب وغيره من الإساءات الجسدية. وفي يوم المجزرة وصل عدد كبير من الجنود الصرب إلى المعسكر يرتدون زيا عسكريا وقبعات حمراء. تم وضع مدفع رشاش أمام الغرفة رقم 3. في تلك الليلة سُمع دوي طلقات نارية وآهات قادمة من الغرفة 3. وبدأ إطلاق النار من مدفع رشاش. في صباح اليوم التالي كانت هناك دماء على جدران الغرفة رقم 3. كانت هناك أكوام من الجثث والمصابين. فتح الحراس الباب وقالوا: «انظروا إلى هؤلاء المسلمين الحمقى القذرين لقد قتلوا بعضهم البعض». كانت المنطقة الواقعة خارج الغرفة رقم 3 مغطاة بالدماء. وصلت شاحنة وتطوع رجل من الغرفة 1 للمساعدة في تحميل الجثث على الشاحنة. بعد فترة وجيزة غادرت الشاحنة بكل الجثث المجمع. أفاد المتطوع من الغرفة 1 أنه كان هناك 128 جثة في الشاحنة. عندما غادرت الشاحنة كان يمكن رؤية الدم يتساقط منها. في وقت لاحق من ذلك اليوم وصلت سيارة إطفاء لتنظيف الغرفة رقم 3 والمنطقة المحيطة بها.

## المحكمة الجنائية الدولية ليوغوسلافيا السابقة / الآلية الدولية لتصريف الأعمال المتبقية للمحكمتين الجنائيتين
كانت المحكمة الجنائية الدولية ليوغوسلافيا السابقة هيئة تابعة للأمم المتحدة أنشئت لمحاكمة الجرائم الجسيمة التي ارتكبت خلال حروب يوغوسلافيا ومحاكمة مرتكبيها. كانت المحكمة محكمة خاصة مقرها لاهاي بهولندا. وأصدرت حوالي 20 حكم في جرائم ارتكبت في بلدية برييدور. كان أحد الأحكام البارزة ضد زعيم صرب البوسنة والهرسك السابق رادوفان كاراديتش الذي أدين بارتكاب جرائم ضد الإنسانية وجرائم حرب في جميع أنحاء البوسنة والهرسك بما في ذلك برييدور. وحُكم عليه بالسجن المؤبد. في 22 نوفمبر 2017 حُكم على الجنرال راتكو ملاديتش أيضا بالسجن مدى الحياة.
شملت الإدانات الهامة الأخرى ميلومير ستاكيتش الرئيس السابق لجمعية بلدية برييدور الذي حُكم عليه بالسجن لمدة 40 عام السياسي والصربي البوسني مومسيلو كراجيشنيك الذي حُكم عليه بالسجن لمدة 20 عام ورادوسلاف بردانين الرئيس السابق لموظفي أزمة منطقة كرايينا المتمتعة بالحكم الذاتي الذي حكم عليه بالسجن لمدة 30 عام. ستويان جوبليانين قائد الشرطة السابق الذي كان له سيطرة عملية على قوات الشرطة المسؤولة عن معسكرات الاعتقال وميكو ستانيشيتش وزير الداخلية السابق لجمهورية صرب البوسنة تلقى كل منهما 22 عام في السجن. واعترفت السياسية الصربية البوسنية بيليانا بلافشيتش بالذنب واعترفت بالذنب. وحُكم عليها بالسجن 11 عام لاضطهاد غير الصرب.
كما أُدين الحراس السابقون في معسكر كيراتيرم: حكم على دوشكو سيكيريتشا بالسجن 15 عام ودامير دوشين بالسجن 5 سنوات ودراغان كولوندجيا بالضرب 3 سنوات في حين أُدين حراس معسكر عمرسكا أيضا: حُكم عليه بالسجن 25 عام وملادو راديتش 20 عام وميروسلاف كفوشكا بالسجن 7 سنوات وميلوييكا كوس 6 سنوات ودراغوليوب بركيتش بالسجن 5 سنوات. بريدراغ بانوفيتش الذي اعترف بالذنب في 25 تهمة وحكم عليه بالسجن 8 سنوات. حكم على دوشكو تاديتش بالسجن 20 عام. داركو ميرا وهو عضو سابق في وحدة الشرطة الخاصة بصرب البوسنة والهرسك والذي كان متورط في مذبحة جروف كوريتشاني أقر بأنه مذنب وحكم عليه بالسجن لمدة 17 عام.

## النصب التذكارية
في عام 2010 تم افتتاح نصب تذكاري في كوزاراتش لإحياء ذكرى الضحايا المدنيين البوسنيين الذين لقوا حتفهم في معسكرات الاعتقال التي تديرها السلطات الصربية خلال الحرب. ومع ذلك وفقا لمجلة الإيكونوميست ترفض السلطات في بريدور السماح بإقامة نصب تذكاري لأطفال معظمهم من البوشناق الذين قُتلوا في المدينة أثناء الحرب.